# Figura da Terra

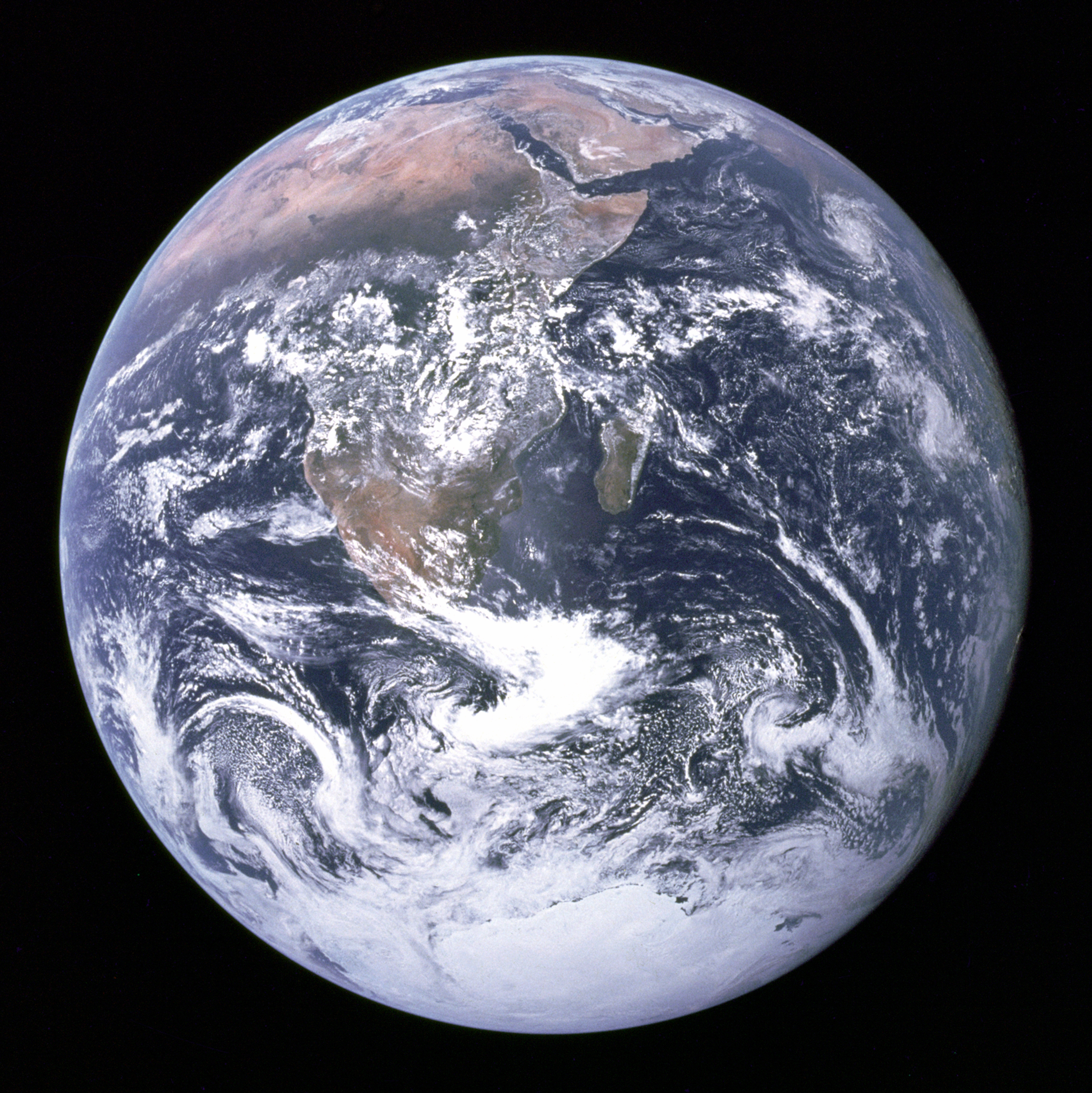
Fotografia A Bolinha Azul obtida durante a missão Apollo 17, em 1972.

A expressão figura da Terra tem variados sentidos em geodesia de acordo com o sentido em que for usado e com a precisão com que o tamanho e forma da terra devem ser definidos. A superfície topográfica atual é mais aparente com a sua variedade de formas de terra e áreas de água. Isto é, de facto, a superfície sobre a qual são efetuadas as medições da Terra. Não é prático, de facto, para cálculos matemáticos exatos, pois as fórmulas que seriam necessárias para tomar em conta todas as irregularidades teriam tantas variáveis que necessitariam de uma quantidade proibitiva de cálculos. A superfície topográfica é geralmente um assunto de topógrafos e hidrógrafos.
O conceito pitagórico de uma Terra esférica oferece uma superfície simples matematicamente fácil de lidar. Muitos cálculos astronómicos e de navegação usam esta superfície para representar a Terra. Enquanto que a esfera é uma aproximação próxima da verdadeira figura da Terra e satisfatória para muitas funções, para o geodesista interessado na medição de grandes distâncias — abrangendo continentes e oceanos — é necessária uma figura mais exata. Aproximações mais precisas vão desde a modelação da forma de toda a Terra como um esferoide oblato ou um elipsoide achatado, até ao uso de harmónicos esféricos ou aproximações locais em termos de elipsoides de referências locais. A ideia de uma superfície planar ou chata para a Terra, mais do que a curvatura, é ainda aceitável para levantamentos de pequenas áreas como topografia local. Levantamentos de tabelas de planos são feitos para áreas relativamente pequenas, não tendo em conta a curvatura da Terra. O levantamento de uma cidade pode ser muito bem calculada como se a Terra fosse um plano do tamanho da cidade. Para áreas tão pequenas, o posicionamento exato de um ponto pode ser determinado relativamente a outro sem necessidade de se considerar o tamanho ou a forma total da Terra.
Em meados do século XX, pesquisas nas geociências contribuíram para melhoramentos drásticos na precisão da figura da Terra. A utilidade primária (e a motivação para o seu financiamento e desenvolvimento, principalmente dos militares) desta precisão melhorada era fornecer dados geográficos e gravitacionais para os sistemas de navegação inercial dos mísseis balísticos. Este financiamento também permitiu a expansão de disciplinas geocientíficas, permitindo a criação e crescimento dos variados departamentos de geociências em muitas universidades.

## Elipsoide de Revolução
Como a Terra é de facto ligeiramente achatada nos pólos e alargada no equador, a figura geométrica usada na geodesia que mais se aproxima da figura da Terra é o elipsoide de revolução. O elipsoide de revolução é uma figura que se pode obter pela rotação de uma elipse pelo seu semi-eixo menor. Um elipsoide de revolução que descreva a figura da Terra é chamado de elipsoide de referência.
Um elipsoide de revolução é definido apenas pela especificação de duas dimensões. Os geodesistas, por convenção, usam o semi-eixo maior e o achatamento. O tamanho é representado pelo raio equatorial — o semi-eixo maior — é designado pela letra {\displaystyle a}. A forma do elipsoide é dada pelo achatamento {\displaystyle f}, que indica o quanto o elipsoide se aproxima da forma esférica. A diferença entre o elipsoide de referência representando a Terra e a esfera é muito pequena, apenas uma parte em 300 aproximadamente.
Para um tal achatamento do elipsoide, o raio polar da curvatura é maior que o equatorial.
{\displaystyle \left({\frac {a^{2}}{b}}\right)},
apesar de a superfície da Terra estar mais próxima do seu centro nos polos do que na linha do equador. Em conversão, a vertical do equador do raio de curvatura é menor que o polar
{\displaystyle \left({\frac {b^{2}}{a}}\right)}.
Esta circunstância tem servido como base para tentar para determinar o achatamento do elipsoide médio da Terra pelas chamadas medições de graduação.

## Elipsoides históricos da Terra
| Nome do elipsoide de referência                 | Raio Equatorial (m) | Raio Polar (m)   | Achatamento inverso | Onde é usado     |
| ----------------------------------------------- | ------------------- | ---------------- | ------------------- | ---------------- |
| Everest Modificado (Malasia) Revisto por Kertau | 6,377,304.063       | 6,356,103.038993 | 300.801699969       |                  |
| Timbalai                                        | 6,377,298.56        | 6,356,097.55     | 300.801639166       |                  |
| Esferoide de Everest                            | 6,377,301.243       | 6,356,100.228    | 300.801694993       |                  |
| Maupertuis (1738)                               | 6,397,300           | 6,363,806.283    | 191                 | França           |
| Everest (1830)                                  | 6,377,276.345       | 6,356,075.413    | 300.801697979       | Índia            |
| Airy (1830)                                     | 6,377,563.396       | 6,356,256.909    | 299.3249646         | Grã-Bretanha     |
| Bessel (1841)                                   | 6,377,397.155       | 6,356,078.963    | 299.1528128         | Europa, Japão    |
| Clarke (1866)                                   | 6,378,206.4         | 6,356,583.8      | 294.9786982         | América do Norte |
| Clarke (1880)                                   | 6,378,249.145       | 6,356,514.870    | 293.465             | França, África   |
| Helmert (1906)                                  | 6,378,200           | 6,356,818.17     | 298.3               |                  |
| Hayford (1910)                                  | 6,378,388           | 6,356,911.946    | 297                 | Estados Unidos   |
| Internacional (1924)                            | 6,378,388           | 6,356,911.946    | 297                 | Europa           |
| NAD 27                                          | 6,378,206.4         | 6,356,583.800    | 294.978698208       | América do Norte |
| Krassovsky (1940)                               | 6,378,245           | 6,356,863.019    | 298.3               | Rússia           |
| WGS66 (1966)                                    | 6,378,145           | 6,356,759.769    | 298.25              | EUA/DoD          |
| Australian National (1966)                      | 6,378,160           | 6,356,774.719    | 298.25              | Austrália        |
| Novo Internacional (1967)                       | 6,378,157.5         | 6,356,772.2      | 298.24961539        |                  |
| GRS-67 (1967)                                   | 6,378,160           | 6,356,774.516    | 298.247167427       |                  |
| SAD-69 (1969)                                   | 6,378,160           | 6,356,774.719    | 298.25              | América do Sul   |
| WGS-72 (1972)                                   | 6,378,135           | 6,356,750.52     | 298.26              | EUA/DoD          |
| Datum 73 Hayford-Gauss IGP                      | 6,378,388           |                  | 297                 | Portugal         |
| GRS-80 (1979)                                   | 6,378,137           | 6,356,752.3141   | 298.257222101       | América Latina   |
| NAD 83                                          | 6,378,137           | 6,356,752.3      | 298.257024899       | América do Norte |
| WGS-84 (1984)                                   | 6,378,137           | 6,356,752.3142   | 298.257223563       |                  |
| IERS (1989)                                     | 6,378,136           | 6,356,751.302    | 298.257             |                  |
| Funções Gerais                                  | 6,378,135           | 6,356,750        | 298.25274725275     | Global           |

## Figuras mais complicadas
A hipótese de que o equador da Terra seja uma elipse em vez de um círculo e assim que o elipsoide seja triaxial tem sido uma matéria de controvérsia científica durante muitos anos. Os desenvolvimentos técnicos modernos têm fornecido novos e mais rápidos métodos de recolha de dados e desde o lançamento do Sputnik 1 soviético, os dados orbitais têm sido usados para investigar a teoria da elipticidade.
Uma segunda teoria, mais complicada que a triaxialidade, proposta que observou longas variações periódicas dos primeiros satélites artificiais da Terra, indicam uma depressão adicional no polo sul acompanhado de um "inchaço" da mesma magnitude no polo norte. Também se descobriu que as latitudes médias do hemisfério norte eram ligeiramente achatados e que as latitudes médias do hemisfério sul "inchavam" na mesma razão. Este conceito sugeriu que a Terra tinha ligeiramente a forma de pera e foi assunto de grande discussão pública. A geodesia moderna tende a manter o elipsoide de revolução e a tratar a triaxialidade e a forma de pera como parte da figura do geoide: elas são representadas pelos coeficientes harmónicos esféricos {\displaystyle C_{22},S_{22}} e {\displaystyle C_{30}} respetivamente, correspondendo ao grau e números de ordem 2,2 para a triaxialidade e 3,0 para a forma de pera.

## Geoide
Existe outra superfície envolvida na medição geodésica: o geoide. Num levantamento geodésico, o cálculo das coordenadas geodésicas dos pontos é frequentemente efetuada sobre um elipsoide de referência como uma aproximação do tamanho e forma da Terra na área a ser levantada. As medições atuais feitas na superfície da Terra com instrumentos específicos são no entanto referidos ao geoide. O elipsoide é uma superfície regular matematicamente definida com dimensões específicas. No entanto, o geoide coincide com a superfície onde os oceanos estariam sobre todo o planeta Terra se estivesse livre para ajustar o efeito combinado da atração de massas (gravidade) e a força centrífuga da rotação da Terra. Como resultado desta distribuição desigual das massas da Terra, a superfície do geoide é irregular, e como o elipsoide é uma superfície regular, a separação das duas, referidas como ondulação do geoide, alturas do geoide ou separação do geoide, também são irregulares.
O geoide é uma superfície ao longo do qual o potencial da gravidade é em qualquer ponto constante e para o qual a direção da gravidade é sempre perpendicular. Este último é particularmente importante pois os instrumentos óticos que contêm os dispositivos de nivelamento são frequentemente usados para fazer medições geodésicas. Quando devidamente ajustadas, o eixo vertical do instrumento coincide com a direção da gravidade, e assim, perpendicular com o geoide. O ângulo entre o fio-de-prumo que é perpendicular ao geoide (às vezes chamado de "vertical") e a perpendicular ao elipsoide (às vezes chamado de "normal do elipsoide") é definido como desvio da vertical. Tem duas componentes: uma este-oeste e uma norte-sul.

## Correlação para Geofísica e Geologia

### Rotação da Terra e Interior da Terra
A determinação da figura exata da Terra não é apenas uma operação geodésica ou uma tarefa da geometria, mas também está relacionada com a geofísica. Se não se tiver em conta o interior da Terra, podemos declarar uma "densidade constante" de 5.515g/cm3 e, de acordo com argumentos teóricos (ver Leonhard Euler, A. Wangerin, etc.), um tal corpo a rodar como a Terra teria um achatamento de 1/230.
De facto o achatamento medido é de 1/298.25, o que é mais semelhante a uma esfera e um forte argumento de que o núcleo da Terra é muito compacto. Assim a densidade tem de ser uma função da profundidade, tendo 2.7g/cm3 à superfície (densidade das rochas de granito, arenito, etc. — ver geologia regional) a até cerca de 15g/cm3 no núcleo interno. A sismologia moderna dá um valor de 16g/cm3 (ferro ou hidrogénio) no centro da Terra)

## Campo Gravítico Regional e Global
Outra implicação da exploração física do interior da Terra é o campo gravítico que pode ser medido com grande precisão à superfície e por satélites. A vertical verdadeira não corresponde a um vertical teórico (de facto tem um desvio entre 2" e 50") devido a que a topografia e as massas geológicas estão a perturbar ligeiramente o campo gravítico. Assim, o grosso da estrutura da crosta terrestre e manto pode ser determinada por modelos geodésicos-geofísicos do subsolo.